# Abdou Mbacké Thiam
Abdou Mbacké Thiam (* 3. Februar 1992 in Dakar) ist ein senegalesischer Fußballspieler auf der Position eines Stürmers.

## Vereinskarriere

### Collegelaufbahn
Über die frühe Karriere von Abdou Mbacké Thiam ist nur wenig bekannt. In seiner Heimat soll er die zum Diambars FC gehörende Diambars Academy besucht haben; über Einsätze im Herrenfußball ist nichts Näheres bekannt. Im Jahr 2015 kam der damals bereits 23-Jährige an die University of Connecticut und begann dort für die Connecticut Huskies, die Sportabteilung der Universität, Fußball zu spielen. Ray Reid, der langjährige Trainer des Huskies, setzte ihn bereits im Freshman-Jahr in allen 22 Meisterschaftsspielen ein, wobei dem Senegalesen elf Treffer gelangen. Damit war er in diesem Spieljahr der zweitgefährlichste Torschütze der American Athletic Conference (AAC). Im American Athletic Conference Men’s Soccer Tournament 2015, das den Meister der Conference bestimmte und zugleich einen automatischen Startplatz für die NCAA Division I Men’s Soccer Championship 2015 vergab, scheiterte er mit seiner Mannschaft erst im Elfmeterschießen des Finales gegen Tulsa und verpasste damit die Teilnahme am Entscheidungsturnier um den Meister der NCAA Division I dieses Spieljahres. Aufgrund seiner Leistungen wurde Thiam in diesem Jahr ins AAC All-Second Team sowie ins AAC All-Rookie Team gewählt.
In seinem Sophomore-Jahr brachte es der 24-jährige Senegalese zu Einsätzen in 17 Spielen, in denen er zehn Treffer und vier Assists beisteuerte. Abermals belegte er Rang 2 in der AAC-Torschützenliste und rangierte mit 24 Scorerpunkten auf dem dritten Platz der AAC im Spieljahr 2016. Im American Athletic Conference Men’s Soccer Tournament 2016 scheiterte er mit der Mannschaft bereits im Semifinale – abermals gegen Tulsa. Für seine Leistungen in diesem Jahr wurde er ins AAC All-First Team gewählt. Im Junior-Jahr 2017 stieg Thiam zum Co-Kapitän auf, startete in allen 18 Meisterschaftsspielen der Huskies und kam auf eine Bilanz von abermals zehn Toren und vier Vorlagen. Mit zehn Treffern war er in diesem Spieljahr der erfolgreichste Torschütze der Connecticut Huskies und führte auch bei Assists, Scorerpunkten und Schüssen die teaminterne Statistik an. Am Ende des Spieljahres folgten für Thiam die Wahlen ins United Soccer All-East Region Second Team sowie – im zweiten Jahre in Folge – ins AAC All-First Team. Im Laufe des Spieljahres wurde er einmal zum AAC Offensive Player of the Week gewählt und erhielt fünf Erwähnungen in der Honor Roll der American Athletic Conference. Obwohl für die UCon Huskies bereits im Semifinale des American Athletic Conference Men’s Soccer Tournament 2017 Endstation war, wurde der Senegalese für seine Leistung in diesem Semifinalspiel gegen die UCF Knights ins All-AAC Tournament Team gewählt.
Im Senior-Jahr 2018 stand er in allen 20 Meisterschaftsspielen der UConn Huskies in der Startelf und wurde vor Meisterschaftsbeginn zum Co-Kapitän ernannt. Er führte sein Team in sämtlichen Offensivstatistiken an und war mit 15 Toren, zehn Vorlagen, insgesamt 40 Scorerpunkten und 84 Schüssen jeweils mannschaftsinterner Spitzenreiter. Für seine Leistungen wurde er ins United Soccer All-East Region First Team sowie einstimmig ins AAC All-First Team gewählt. Darüber hinaus wurde er nach seinen Auftritten im Conference-Turnier gegen die Temple University und die University of Central Florida abermals ins AAC All-Tournament Team berufen. Am 22. Oktober 2018 wurde er als AAC Offensive Player of the Week ausgezeichnet und erhielt im Verlauf des Spieljahres insgesamt fünf Berufungen in die wöchentliche Honor Roll. Mit der Mannschaft schied er im American Athletic Conference Men’s Soccer Tournament 2018 abermals im Halbfinale aus. Im Laufe des Spieljahres erzielte er sechs spielentscheidende Treffer sowie einen Hattrick. In der Gesamtwertung der American Athletic Conference belegte er den zweiten Rang bei Punkten, Toren und Schüssen sowie den geteilten ersten Platz bei Assists und Siegtreffern. Mit insgesamt 46 Karrieretoren und 110 Scorerpunkten beendete er das Spieljahr 2018 als zweitbester aktiver Spieler in beiden Kategorien und rangiert in der ewigen UConn-Torschützenliste auf dem geteilten vierten Platz. Im Wintersemester 2018/19 schloss er sein Studium an der University of Connecticut mit dem Hauptfach Französisch ab.

### Wechsel in den Profifußball
Bereits im Januar 2019 gab das Franchise Louisville City, amtierender Meister der zweitklassigen USL Championship, die Verpflichtung von Abdou Mbacké Thiam zur Verstärkung der Angriffsreihe für das Spieljahr 2019 bekannt. Unter John Hackworth gab der 27-jährige Senegalese am 15. März 2019 in der zweiten Meisterschaftsrunde bei einem 1:0-Auswärtssieg über Atlanta United 2 sein Profidebüt, als er in Minute 63 für Luke Spencer eingewechselt wurde und in Minute 72 nach Flanke von Brian Ownby per Kopf den Siegestreffer erzielte. In den nachfolgenden Runden kam er vermehrt zu Einsatzminuten und fungierte oftmals auch als Stammkraft, wobei er zumeist abwechselnd als Mittelstürmer und als Linksaußen – seltener auch als Rechtsaußen – eingesetzt wurde. Zwischen Juni und Juli fiel er verletzungsbedingt für einige Wochen aus, fand jedoch schnell wieder zu regelmäßigen Einsätzen in der zweithöchsten US-amerikanischen Fußballliga. Bis zum Ende der regulären Meisterschaft hatte er es bei 23 Meisterschaftseinsätzen auf drei Treffer und ebenso viele Vorlagen gebracht und rangierte mit LouCity auf dem vierten Tabellenplatz der Eastern Conference, womit die Teilnahme an den abschließenden Play-offs gesichert war. Das Franchise aus Louisville, Kentucky, schaffte es dabei bis ins Finale und scheiterte in diesem mit 1:3 gegen die Real Monarchs und verpasste damit den dritten Meistertitel in Folge. Thiam verpasste dabei nur das Achtelfinalspiel gegen die Tampa Bay Rowdies. Des Weiteren wurde er im Lamar Hunt U.S. Open Cup 2019 eingesetzt, in dem er mit seinem Team in der vierten Runde gegen den FC Cincinnati ausschied.
Im von der COVID-19-Pandemie geprägten, zwischenzeitlich unterbrochenen und verkürzt ausgetragenen Spieljahr 2020 fand Thiam trotz erfolgreicher Saisonvorbereitung kaum Berücksichtigung, kam nur selten zum Einsatz und gehörte mitunter nicht einmal dem Spieltagskader an. Bis zum Ende der regulären Saison kam er bei 15 möglichen Partien lediglich auf sechs Einsätze mit insgesamt 175 Spielminuten. Mit ein Grund für seine geringe Einsatzzeit waren die starken Konkurrenten auf seiner Position, Cameron Lancaster und Luke Spencer, die sich durch konstante Leistungen und größere Erfahrung auszeichneten. Abermals schaffte er es mit dem Franchise in die saisonabschließenden Play-offs, in denen LouCity erst in den Eastern Conference Finals gegen die Tampa Bay Rowdies unterlag. Im nachfolgenden Spieljahr konnte sich der Senegalese weder unter Hackworth, noch unter Danny Cruz, der Hackworth bereits nach dem ersten Meisterschaftsspiel interimistisch ablöste, durchsetzen. Erst am 22. August 2021 saß Thiam erstmals uneingesetzt auf der Ersatzbank und kam erst am 3. September 2021 bei einer 0:1-Niederlage gegen den FC Tulsa zu einem Kurzeinsatz. Bis zum Ende der regulären Saison hatte er es auf lediglich vier Meisterschaftseinsätze mit insgesamt 82 Spielminuten gebracht. Abermals scheiterte der Louisville City FC in den Eastern Conference Finals gegen die Tampa Bay Rowdies.

### Wechsel zu Forward Madison in die USL League One
Zum Jahresende 2021 wurde Thiams Wechsel zu Forward Madison in die drittklassige USL League One für das kommende Spieljahr 2022 bekanntgegeben. Von seinem Trainer Matt Glaeser wurde Thiam gleich von Beginn an als Stammkraft in der Offensive eingesetzt, wobei er vorwiegend als Mittelstürmer zum Einsatz kam. Bis zum Ende der regulären Saison kam der Westafrikaner in 26 von 30 Spielen zum Einsatz, konnte mit lediglich zwei Treffern und einem Assist jedoch kaum offensive Akzente setzen. Am Ende der regulären Saison rangierte er mit dem Franchise auf dem neunten Tabellenplatz, womit ein Play-off-Platz deutlich verpasst wurde. Noch dazu schied er im Lamar Hunt U.S. Open Cup 2022 frühzeitig in der dritten Runde gegen Minnesota United aus.

### Wechsel zu den Maryland Bobcats in die NISA
Für das Spieljahr 2023 wechselte Thiam Ende März 2023 zu den Maryland Bobcats in die ebenfalls drittklassige National Independent Soccer Association (NISA). Da Thiam erst ab der zweiten Saisonhälfte spielberechtigt war, gab er erst am 1. Juli 2023 bei einer 0:1-Niederlage gegen den Club de Lyon sein Pflichtspieldebüt für die Maryland Bobcats. Unter Alex Kao wurde er daraufhin in zwölf Meisterschaftsspielen eingesetzt, erzielte dabei drei Tore und steuerte einen Assist bei. Als Fünfter der regulären Saison scheiterte er mit der Mannschaft in den abschließenden Play-offs im Viertelfinale gegen Albion San Diego.
Im Spieljahr 2024 kam der Senegalese in lediglich sieben Meisterschaftsspielen zum Einsatz und kam dabei fünfmal zum Torerfolg. Am Ende der regulären Saison rangierte er mit den Bobcats überlegen auf dem ersten Platz der Eastern Conference, bei lediglich einer Niederlage aus 19 Spielen. Aufgrund der Nichteinhaltung von Liga- und USSF-Standards wurde das Team jedoch nicht für die Play-offs zugelassen. Im Lamar Hunt U.S. Open Cup 2024 unterlag er mit der Mannschaft bereits in Runde 2 nach einer 2:5-Niederlage gegen die Richmond Kickers.

## Erfolge
als Spieler der Connecticut Huskies
- Wahl ins AAC All-Rookie Team: 2015
- Wahl ins AAC All-Second Team: 2015
- Wahl ins AAC All-First Team: 2016, 2017 und 2018
- Wahl ins All-AAC Tournament Team: 2017 und 2018
- Wahl ins United Soccer All-East Region Second Team: 2017
- Wahl ins United Soccer All-East Region First Team: 2018

mit Louisville City
- USL-Championship-Finalist: 2019